# Eisenbahnunfall von Hyde

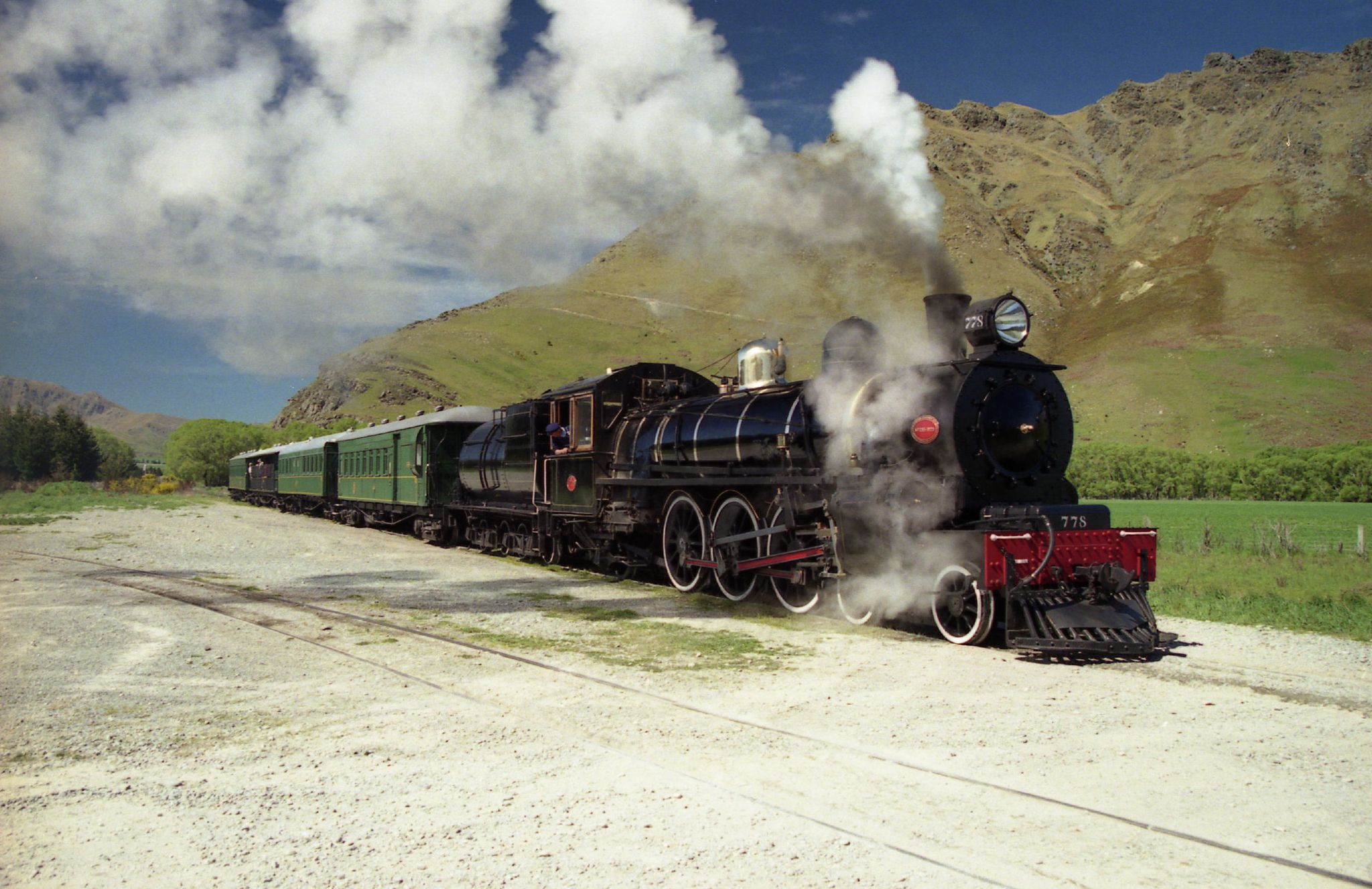
Museal erhaltene Schwesterlokomotive A^{B} 778 der Lokomotive 782 vor dem Unfallzug

Bei dem Eisenbahnunfall von Hyde entgleiste am 4. Juni 1943 ein Schnellzug bei Hyde, Neuseeland, wegen überhöhter Geschwindigkeit in einer Kurve. 21 Menschen starben.

## Ausgangslage
Der tägliche Schnellzug von Cromwell nach Dunedin befuhr die Otago Central Railway. Kurz nach der östlichen Ausfahrt aus dem Bahnhof Hyde führte die Strecke in einer engen Kurve mit einem Radius von nur 183 Metern durch einen Geländeeinschnitt. Hier war eine Höchstgeschwindigkeit von 30 mph (knapp 50 km/h) vorgeschrieben.
Der Zug wurde von einer Dampflokomotive gezogen. Ihr folgten sieben Personenwagen, ein Begleitwagen und zwei Güterwagen mit Expressgut. 113 Reisende befanden sich im Zug, was wegen des bevorstehenden, verlängerten Wochenendes ungewöhnlich viele waren. Der offizielle Geburtstag des Königs und damit verbundene Veranstaltungen in Dunedin und das Pferderennen in Wingatui standen an.

## Unfallhergang
Der Lokomotivführer war betrunken. Schon vor dem Unfall war einigen Reisenden der unruhige Lauf des Zuges aufgefallen, der aus seiner hohen Geschwindigkeit resultierte. Gleichwohl griff der Zugführer nicht ein.
In der engen Kurve in dem Geländeeinschnitt entgleiste bei einer Geschwindigkeit von etwa 110 km/h gegen 13:45 Uhr der überwiegende Teil des Zuges. Die Lokomotive kippte gegen die Böschung und rutschte 60 Meter an ihr entlang, bevor sie zum Stehen kam. Ihr Kessel explodierte und verletzte den Heizer schwer.
Auch die Personenwagen entgleisten. Der zweite überschlug sich und wurde vor die Lokomotive geschleudert. Vier weitere Wagen wurden ineinandergeschoben, nur der Begleitwagen und die folgenden beiden Güterwagen blieben im Gleis.

## Folgen

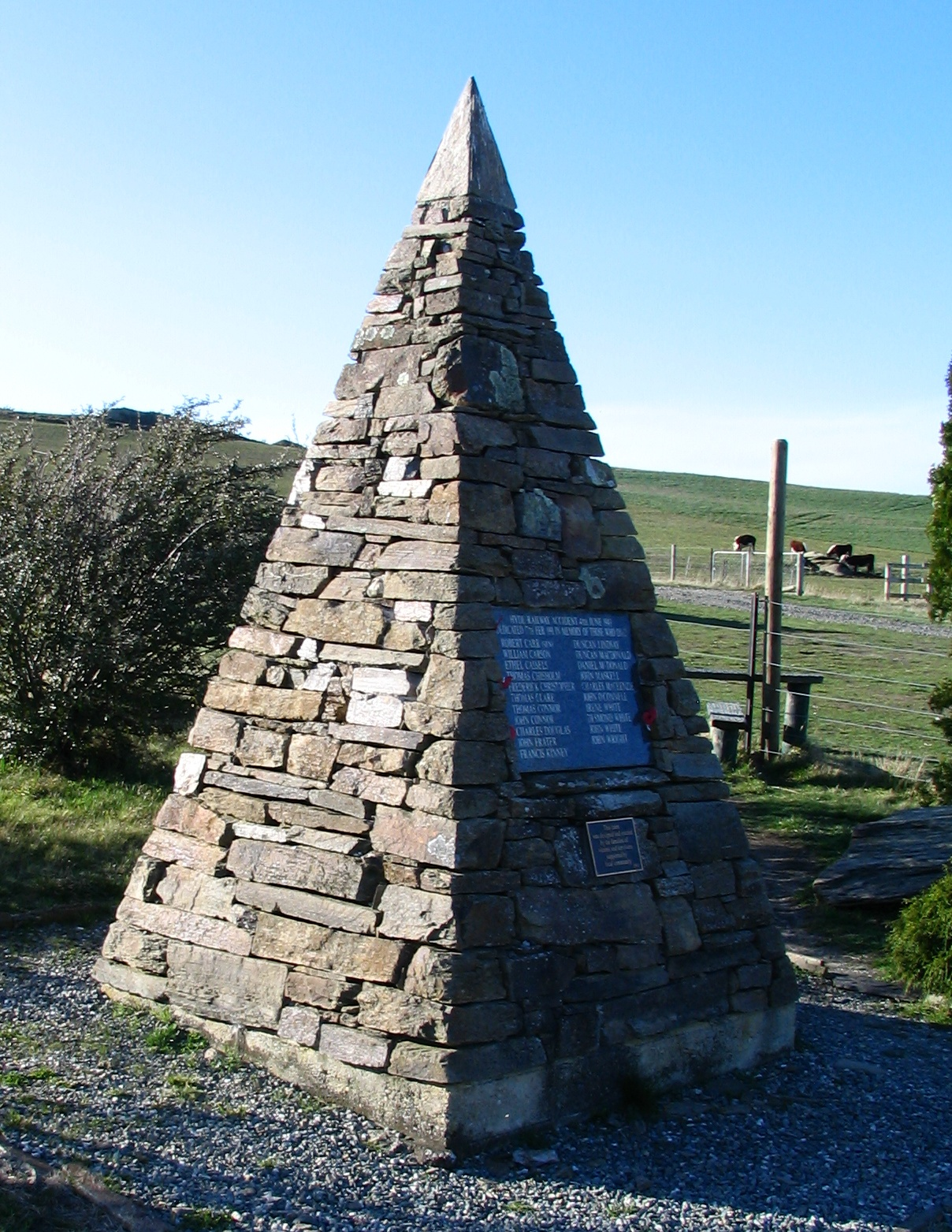
Gedenkpyramide von 1991

21 Menschen starben, 47 wurden zum Teil schwer verletzt. Bis zum Eisenbahnunfall von Tangiwai am 24. Dezember 1953 war die Katastrophe von Hyde der schwerste Eisenbahnunfall in der Geschichte Neuseelands und ist bis heute der mit der zweithöchsten Opferzahl geblieben. Da die Unfallstelle abgelegen war, dauerte es 90 Minuten, bevor von außen Hilfe kam.
Der Lokomotivführer wurde vor dem Supreme Court in Dunedin angeklagt und wegen fahrlässiger Tötung zu einer dreijährigen Freiheitsstrafe verurteilt. Der Zugführer dagegen erhielt nur einen Verweis, weil er nicht eingegriffen hatte, wurde aber strafrechtlich nicht verfolgt.
Aufgrund des Krieges wurde nur wenig zu dem Unfall veröffentlicht.
Erst im Februar 1991 wurde aufgrund einer privaten Initiative nahe der Unfallstelle eine 2,5 Meter hohe Gedenkpyramide für die Opfer errichtet. Eine kleine Ausstellung zum Unfall findet sich im Bahnhof von Ranfurly.